# Giacomo Puteo
Giacomo Puteo (Maiorca, 13 de fevereiro de 1495 - Roma, 26 de abril de 1563) foi um cardeal do século XVII

## Biografia
Nasceu em Maiorca em 13 de fevereiro de 1495. De uma família nobre. Filho de Antoni del Pozzo (de Nice, natural de Alexandria, Piemonte) e Praxedis Berard i Caulelles. Ele também está listado como Jacobo de Puteo, Puteus, Giacomo del Pozzo, Jacopo Puteo, Jaume Pou i Berard ou Jacques Dupuy.
Estudou na Universidade de Bolonha, onde obteve o doutorado em utroque iure , tanto em direito canônico quanto em direito civil..
Foram-lhe concedidos vários benefícios eclesiásticos em Maiorca. Foi para Roma e tornou-se auditor do Cardeal Pietro Accolti. Nomeado auditor da Sagrada Rota Romana no pontificado do Papa Paulo III; ocupou o cargo por quinze anos e posteriormente tornou-se seu reitor..
Clérigo de Nice..
Eleito arcebispo de Bari em 18 de abril de 1550. Consagrado (nenhuma informação encontrada). Nunca visitei a arquidiocese..
Criado cardeal sacerdote no consistório de 20 de novembro de 1551; recebeu o chapéu vermelho e o recém-estabelecido título de S. Simeão em Posterula , 4 de dezembro de 1551. Participou do Conclave de abril de 1555, que elegeu o Papa Marcelo II. Participou do Conclave de maio de 1555, que elegeu o Papa Paulo IV. Optou pelo título de S. Maria in Via, em 29 de maio de 1555. No pontificado do Papa Paulo IV, foi nomeado prefeito dos Tribunais da Assinatura Apostólica da Justiça e da Graça, membro do Supremo CE do Santo Ofício. , protetor do Reino da Polónia e da Ordem Soberana de Malta. Juntamente com o cardeal Giovanni Battista Cicala, encarregado de examinar a abolição da alienação do patrimônio eclesiástico feita contra a constituição do Papa Paulo II. Participou do conclave de 1559, que elegeu o Papa Pio IV. Participou na preparação do Concílio de Trento; e apoiou decididamente a reforma católica. Em 1561, nomeado um dos legados do Concílio de Trento; a sua saúde e idade não lhe permitiam deslocar-se ao concelho. Renunciou ao governo da arquidiocese em favor de seu sobrinho Antonio del Pozzo, em 16 de dezembro de 1562..
Morreu em Roma em 26 de abril de 1563, Roma. Sepultado em frente à escadaria do altar-mor da igreja de S. Maria sopra Minerva, Roma.